# Timana fulvata
Timana fulvata är en fjärilsart som beskrevs av Dru Drury 1773. Timana fulvata ingår i släktet Timana och familjen mätare. Inga underarter finns listade i Catalogue of Life.